# Miguel Albarracín
Miguel Ángel Albarracín (ur. 22 listopada 1978) – argentyński judoka. Dwukrotny olimpijczyk. Odpadł w eliminacjach w Atenach 2004 i zajął trzynaste miejsce w Pekinie 2008. Walczył w wadze ekstralekkiej.
Uczestnik mistrzostw świata w 2003, 2005, 2007 i 2009. Startował w Pucharze Świata w latach 2004–2006, 2009 i 2013. Złoty medalista igrzysk panamerykańskich w 2007 i brązowy w 2003. Pierwszy na igrzyskach Ameryki Południowej w 2006 i drugi w 2002. Zdobył sześć medali mistrzostw panamerykańskich w latach 2001 – 2009. Dwukrotny medalista mistrzostw Ameryki Południowej.

## Letnie Igrzyska Olimpijskie 2008
| Konkurencja | Eliminacje          | Repasaże                       | Klas. końcowa |
| Konkurencja | Przeciwnik I        | Przeciwnik I                   | Miejsce       |
| ----------- | ------------------- | ------------------------------ | ------------- |
| 60 kg       | Choi Min-ho (KOR) P | Masud Hadżi Achundzade (IRI) P | 13.           |

## Letnie Igrzyska Olimpijskie 2004
| Konkurencja | Eliminacje               | Eliminacje               | Eliminacje              | Repasaże                  | Klas. końcowa |
| Konkurencja | Przeciwnik I             | Przeciwnik II            | 1/4                     | Przeciwnik I              | Miejsce       |
| ----------- | ------------------------ | ------------------------ | ----------------------- | ------------------------- | ------------- |
| 60 kg       | Francis Labrosse (SEY) Z | Cristóbal Aburto (MEX) Z | Tadahiro Nomura (JPN) P | Oliver Gussenberg (GER) P | III runda.    |